# .460 S&W Magnum

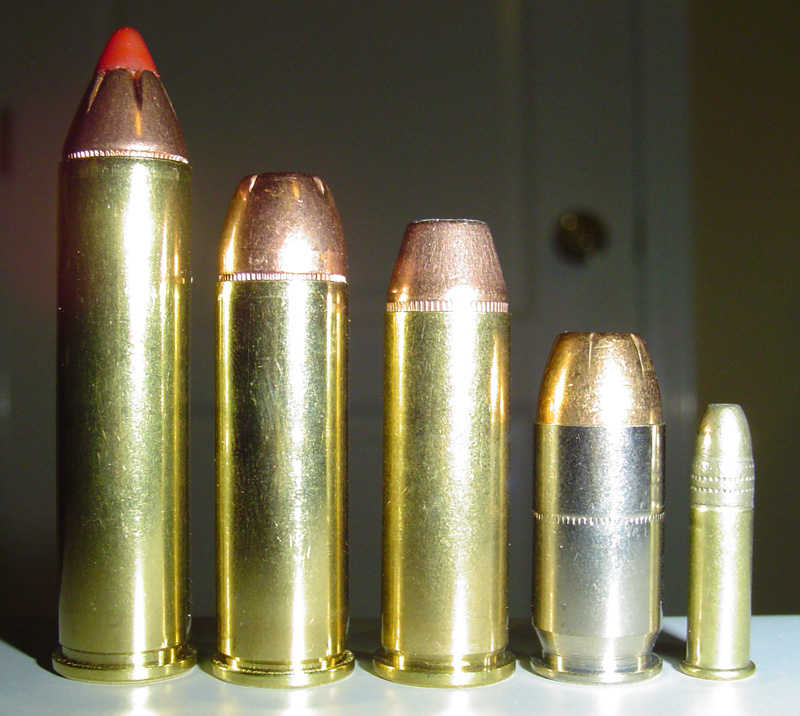
Da esquerda para a direita: .460 S&W Magnum, .454 Casull, .44 Magnum, .45 ACP, .22LR.

O .460 S&W Magnum é um poderoso cartucho de fogo central de revólver projetado para caça de armas de longo alcance no revólver Smith & Wesson Model 460.
O .460 S&W Magnum foi criado em 2005 pela Hornady e pela Smith & Wesson, como uma versão maior e mais potente do .454 Casull, e pode ser considerado um "super magnum".
A Smith & Wesson afirma que o .460 S&W é o cartucho para revólver de velocidade mais alta do mundo, disparando balas a até 2.409 pés por segundo (734 m/s).

## Visão geral
Devido às características do cartucho, as armas de fogo que disparam .460 S&W geralmente são capazes de disparar as balas menos potentes de .454 Casull, .45 Colt e .45 Schofield, mas isso deve ser verificado com o fabricante de cada arma de fogo. Por exemplo, algumas armas de fogo com ação de alavanca são projetadas para lidar com cartuchos dentro de um certo comprimento e faixa de perfil de bala. O inverso, no entanto, não se aplica: as pistolas .45 Schofield, .45 Colt e .454 Casull geralmente não podem disparar com segurança cartuchos .460 S&W - nem tampouco podem alojar o .460 S&W devido ao maior comprimento do estojo. Armas projetadas para o .460 S&W são as mais versáteis, capazes de disparar quatro cartuchos padronizados, bem como cartuchos de estojos de parede reta e com aro menos conhecidos, de calibre .45 que antecedem o .45 Colt. O .460 S&W Magnum foi desenvolvido para lidar com a caça de longo alcance, caça perigosa e desempenho defensivo.

## Performance
Com as cargas da "Buffalo Bore Ammunition", o .460 S&W pode atingir 2.826 ft.lbf (3.832 J) de energia ao disparar uma bala de calibre .452 de 300 grãos a 2.060 ft/s (630 m/s) e 2.860 ft.lbf (3.880 J) de energia, disparando uma bala de calibre .452 de 360 grãos mais pesada a 1.900 ft/s (580 m/s). Para comparação, a carga "9249" da Hornady para o cartucho .500 S&W Magnum oferece um pouco mais de energia no cano, atingindo 2.826 ft.lbf (3.832 J) acionando uma bala FTX de 300 grãos (19 g) a 2.075 ft/s (632 m/s). A carga da "Buffalo Bore" para o cartucho .500 S&W Magnum oferece muito menos energia no cano, atingindo apenas 2.579 ft.lbf (3.497 J) acionando uma bala de calibre .500 de 440 grãos a 1.625 ft/s (495 m/s).